# Pentathlon moderne aux Jeux olympiques d'été de 2024
Navigation
Tokyo 2020 Los Angeles 2028
Les épreuves de pentathlon moderne lors des Jeux olympiques d'été de 2024 sont tenues du 8 au 11 août 2024 à Paris, en France.
L'édition précédente a été marquée par l'affaire Saint Boy remettant en cause l'épreuve d'équitation voire sa présence pour les jeux de 2028. La fédération a alors engagé un réaménagement des épreuves pour la rendre plus médiatique ; par ailleurs, la fédération internationale avait souhaité introduire l'épreuve de relais mixte mais cela a été refusé car le nombre de médailles est aujourd'hui plafonné.

## Épreuves
À la suite du scandale lors des Jeux de Tokyo et devant la menace de voir le pentathlon disparaître du programme olympique en 2028, la commission exécutive de l'UIPM propose en octobre 2020 d'opter pour un format plus compact où l'épreuve se tiendrait sur un seul site et en une seule journée pour enchainer les cinq épreuves en 90 minutes ; ainsi, l'athlète enchainerait 20 minutes d'équitation, 15 d'escrime, 10 de natation avant de conclure par 15 de laser run.
Il introduit également un système d'élimination conçu pour réduire la durée totale de la compétition avec des demi-finales et finales.
Des épreuves tests ont eu lieu à Budapest et au Caire en septembre 2020 ; le COJO a approuvé ce format en décembre 2020.
À noter que la suppression de l'équitation n'est finalement pas évoquée pour cette olympiade mais la course à pied à obstacles remplacera sans doute l'équitation pour les Jeux de 2028.
Le pentathlon moderne se compose de cinq sports disputés en quatre épreuves : escrime, équitation, natation, course à pied et tir.
L'arme utilisée en escrime est l'épée. L'épreuve se déroule en deux temps :
- un tour de classement (poule) : tous les participants se rencontrent et chaque assaut dure une minute, avec la première touche gagnante. S'il n'y a pas de touche à l'issue de cette minute, il y a double défaite. Chaque épéiste effectue donc 35 assauts. Avec 25 victoires, il remporte 250 points. Chaque victoire ou défaite ajoute ou retire 5 points au total ;
- un tournoi à élimination (bonus round) basé sur le système ladder : les deux épéistes les moins bien classés du tour précédent s'affrontent. Le vainqueur rencontre ensuite le suivant dans la hiérarchie du premier tour, et ainsi de suite jusqu'au vainqueur du premier tour. Chaque victoire apporte deux points supplémentaires.

Le concours de saut d'obstacles d'équitation se déroule sur un parcours de 350 à 450 mètres avec 10 obstacles. Les cavaliers sont associés par tirage au sort à un cheval 20 minutes avant le début de l'épreuve. Chaque cheval fait au minimum deux fois le tour et au maximum 3 en un temps limité. Il y a également un ou deux chevaux de réserve si un cheval se blesse ou s'il a fait un parcours trop catastrophique au premier tour. Le score est basé sur les pénalités pour barres tombées, refus ou temps limite dépassé. 
En natation, les athlètes doivent disputer un 200 mètres nage libre. Ils sont classés selon leurs temps sur la distance. Couvrir la distance en 2 min 30 s ou moins rapporte 250 points.
Le combiné ou laser-run regroupe la course et le tir. Lors des 3 épreuves précédentes, les concurrents marquent des points et l'ordre de départ du combiné est fonction des écarts de points entre les concurrents (1 point correspond à 1 seconde d'écart). Les athlètes disputent un cross-country de 3 000 mètres en 5 tours, ponctué de 4 arrêts à un stand de tir où ils utilisent un pistolet à tir laser et visent une cible située à 10 mètres. Les tirs ont lieu respectivement après 600 m, 1 200 m, 1 800 m et 2 400 m de course. À chaque fois, le pentathlonien doit toucher les 5 cibles le plus rapidement possible, en un temps maximum de 1 min 10 s. Le premier à franchir la ligne d'arrivée lors de la finale est le gagnant du pentathlon.
Lors des Jeux de Paris, les épreuves sont disputées ainsi qu'il suit :
| Épreuve                  | Épreuve                  | Qualifications | Demi-finale | Finale |
| ------------------------ | ------------------------ | -------------- | ----------- | ------ |
| Escrime                  | Tour de classement       | X              |             |        |
| Escrime                  | Bonus round              |                | X           | X      |
| Équitation               | Équitation               |                | X           | X      |
| Natation                 | Natation                 |                | X           | X      |
| Laser-run (course + tir) | Laser-run (course + tir) |                | X           | X      |

## Organisation

### Sites des compétitions

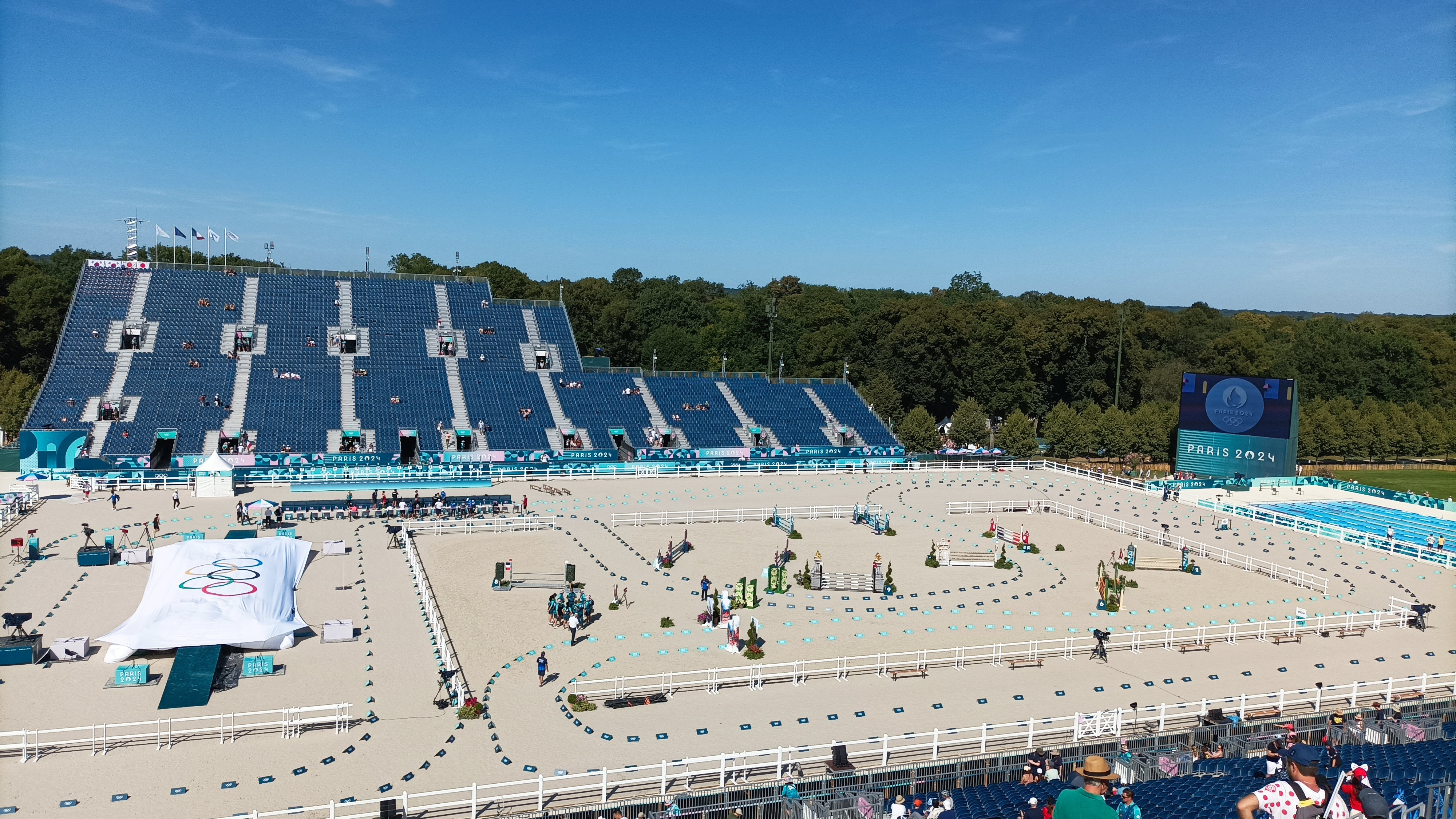
Le site de l'épreuve du pentathlon moderne au Château de Versailles.

Les épreuves suivantes du pentathlon moderne ont lieu au Château de Versailles : le bonus round d'escrime, l'équitation, la natation et le laser-run (combiné de course à pied et de tir) ; le tour de classement de l'escrime a lieu à l’Arena Paris Nord à Villepinte,.
Au Château de Versailles, des épreuves tests sans classement sont organisées en août 2023 pour valider notamment le ponton flottant temporaire de 60 mètres bâti au-dessus du canal qui doit être traversé à cheval. La construction d'une tribune de 16 000 personnes autour de la piste de dressage, au cœur de l’étoile royale, doit débuter à l'automne 2023.

### Critères de qualification
36 athlètes se qualifient pour les compétitions masculine et féminine, deux maximum par genre et par CNO. Parmi les événements qualificatifs pour les épreuves olympiques figurent les championnats du monde de pentathlon moderne 2023 et 2024, les championnats continentaux de l'année 2023 et le classement général de la coupe du monde 2023. Le pays hôte, la France, dispose d'une invitation par genre si aucun de ses représentants ne s'est qualifié par les moyens cités précédemment.
La liste finale sera close le 8 juillet 2024.
| Mode de qualification                | Places | Détail |
| ------------------------------------ | ------ | --- |
| Finale de la Coupe du monde 2023     | 1      | Le vainqueur de la finale de la coupe du monde. |
| Championnats d'Afrique 2023          | 1      | Le vainqueur du championnat africain |
| Championnats d'Asie 2023             | 5      | Les cinq premiers asiatiques (un maximum par pays) |
| Championnats d'Europe 2023           | 8      | Les huit premiers du championnat d'Europe (un maximum par pays) |
| Championnats d'Océanie 2023          | 1      | Le vainqueur du championnat océanien |
| Jeux panaméricains 2023              | 5      | Le vainqueur puis les deux mieux classés d'Amérique du Nord et centrale et les deux mieux classés d'Amérique du Sud(un maximum par pays)                                                                              |
| Championnats du monde 2023           | 3      | Les trois premiers du championnat du monde. Si un ou plusieurs athlètes déjà qualifiés figurent parmi les trois premiers du championnat, le quota est reporté sur le critère du classement de la coupe du monde 2024. |
| Championnats du monde 2024           | 3      | Les trois premiers du championnat du monde. Si un ou plusieurs athlètes déjà qualifiés figurent parmi les trois premiers du championnat, le quota est reporté sur le critère du classement de la coupe du monde 2024. |
| Classement de la Coupe du monde 2024 | 6      | Les athlètes les mieux classés du classement mondial pas encore qualifiés par un autre moyen. |
| Quota du pays hôte                   | 1      | Quota réservé au pays hôte. |
| Invitations tripartites              | 2      | Les athlètes invités par l'UIPM, le CIO et le comité d'organisation des Jeux. |
| Total                                | 36     | |

### Calendrier
| Août 2024 | Août 2024 | Jeu. 8      | Jeu. 8          | Ven. 9      | Ven. 9      | Sam. 10     | Sam. 10     | Dim. 11     | Dim. 11 |
| --------- | --------- | ----------- | --------------- | ----------- | ----------- | ----------- | ----------- | ----------- | ------- |
| Hommes    | Hommes    | 11:00 17:30 | Classement épée | 13:00 19:00 | Demi-finale | 17:00 19:30 | Finale      |             |         |
| Femmes    | Femmes    | 11:00 17:30 | Classement épée |             |             | 09:30 15:30 | Demi-finale | 11:00 13:30 | Finale  |

## Médaillés

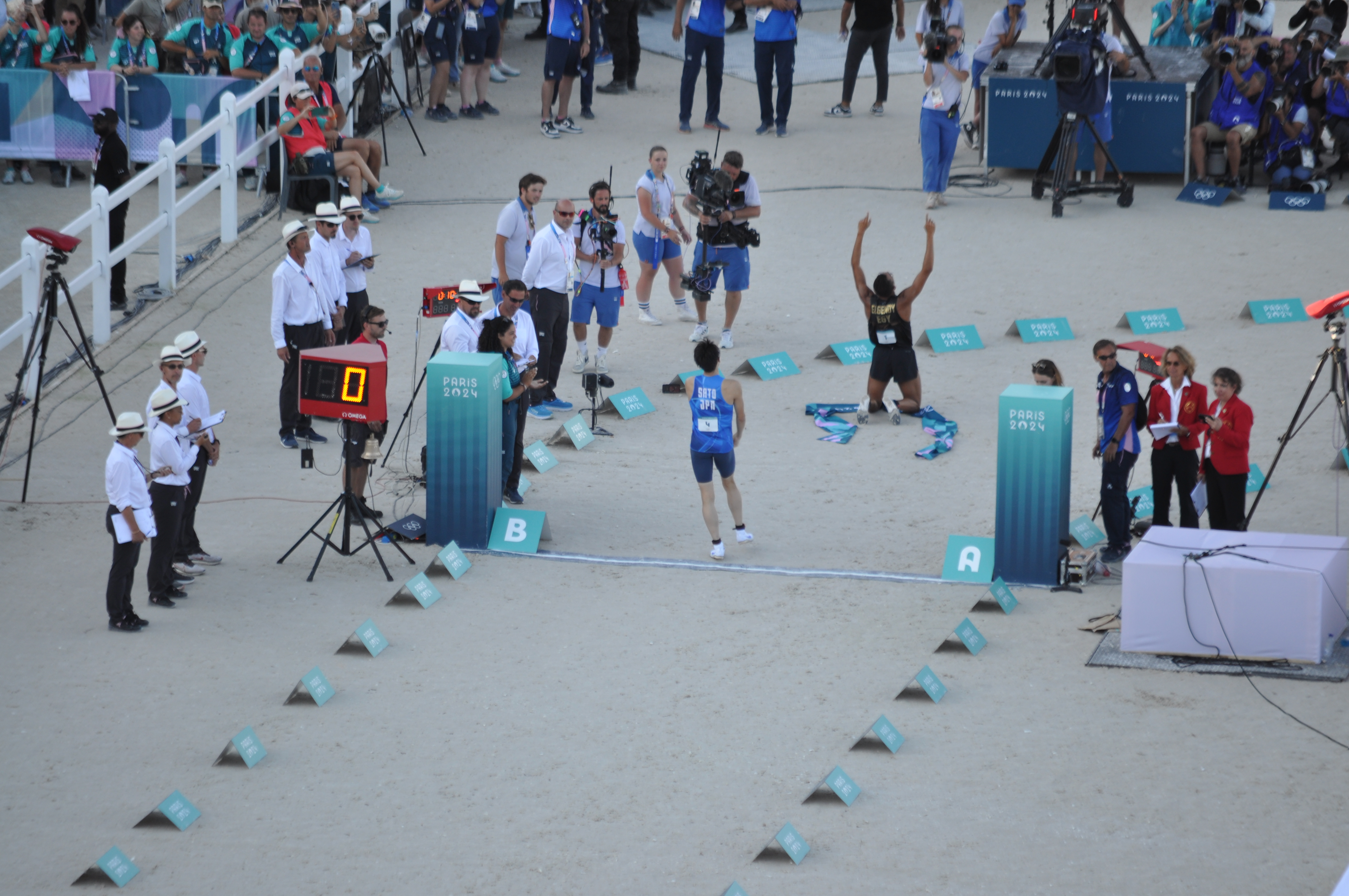
Ahmed El-Gendy (à genoux) finissant sa course à pied.

| Épreuves                                  | Or                    | Argent               | Bronze                |
| ----------------------------------------- | --------------------- | -------------------- | --------------------- |
| Compétition masculine résultats détaillés | Ahmed El-Gendy (EGY)  | Taishu Sato (JPN)    | Giorgio Malan (ITA)   |
| Compétition féminine résultats détaillés  | Michelle Gulyás (HUN) | Élodie Clouvel (FRA) | Seong Seung-min (KOR) |

## Tableau des médailles
- Pays organisateur (France)

| Rang  | Nation       | Or | Argent | Bronze | Total |
| ----- | ------------ | -- | ------ | ------ | ----- |
| 1     | Égypte       | 1  | 0      | 0      | 1     |
| 1     | Hongrie      | 1  | 0      | 0      | 1     |
| 3     | France       | 0  | 1      | 0      | 1     |
| 3     | Japon        | 0  | 1      | 0      | 1     |
| 5     | Italie       | 0  | 0      | 1      | 1     |
| 5     | Corée du Sud | 0  | 0      | 1      | 1     |
| Total | Total        | 2  | 2      | 2      | 6     |